# Carlotta Quadri

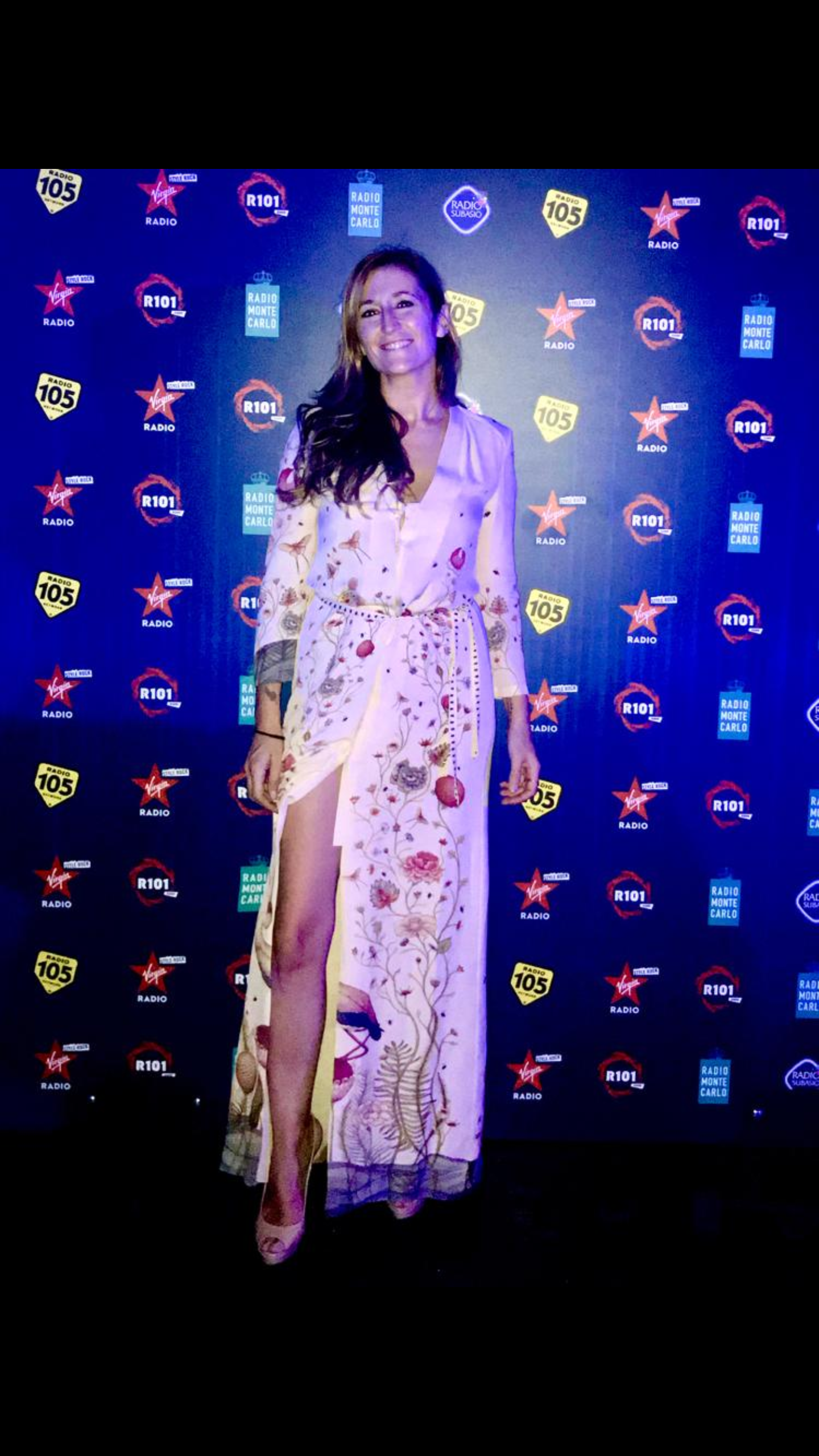
Carlotta Quadri

Carlotta Quadri (Milano, 11 febbraio 1979) è una giornalista, conduttrice radiofonica e autrice televisiva italiana.

## Biografia
Carlotta Quadri è nata a Milano da madre romana e padre milanese. Laureata all'università Bocconi in Economia e Commercio.
Nel 2009 diventa giornalista professionista e scrive per diverse testate tra cui Vanity Fair per cui ha curato dal 2012 al 2015 la rubrica SoldOut.
Nel 2010 approda a Radio 105 nel programma Tutto esaurito di Marco Galli.
Dal 2017 al 2019 ha condotto il Radio Costanzo Show con Maurizio Costanzo su Radio 105. A ottobre passa in Rai e approda, sempre al fianco di Costanzo, su Rai Isoradio, dove conduce dal lunedì al venerdì, dalle 11 alle 12 il programma Strada facendo.
Nel 2021 la Quadri e Costanzo passano a condurre Facciamo finta che... su Radio 101.

## Programmi radiofonici
- Tutto esaurito (2010-2016)
- 105 Weekend (2014-2017)
- 105 non stop (2014-2017)
- 105 Summer non stop (2014-2017)
- Radio Costanzo Show (2017-2019)
- Strada facendo (2019-2021)
- Facciamo finta che... (2021-2023)

### Altro
- Autrice del libro "Love Coach" Mondadori
- Autore televisiva "Maurizio Costanzo Show"
- Blogger "Sold Out" Vanity Fair